# Hans Ludwig Moraht
Hans Ludwig Moraht (* 4. Oktober 1879 in Heiligenhafen; † 18. November 1945 im Straflager Inta, Sowjetrepublik Komi, UdSSR) war ein deutscher Diplomat.

## Leben
Als Sohn des Bürgermeisters von Heiligenhafen geboren, studierte Morath nach dem Besuch der Realschule in der Sonderburg und des Gymnasiums in Wandsbek von 1897 bis 1900 Rechtswissenschaften in Jena und Marburg. Während seines Studiums in Jena wurde er 1897 Mitglied der Burschenschaft Arminia auf dem Burgkeller. Er wurde zum Dr. iur. promoviert. Von 1900 bis 1905 war er Referendar in Hamburg und wurde dann Assessor. 1900 diente er als Einjährig-Freiwilliger und wurde 1905 Leutnant der Reserve. Ab 1905 war er im Auswärtigen Amt tätig und wurde 1908 Vizekonsul in London und 1910 Legationsrat. 1913 war er für die Einrichtung des Konsulats in Marrakesch verantwortlich und leitete es, bis er 1914 in französische Zivilgefangenschaft nach Algerien kam, aus der er 1915 entlassen wurde.
Er wurde 1915 Leiter des Konsulats in Gothenburg. Er wurde zum Legationsrat ernannt und war Verweser des Konsulats in Maastricht und dann Botschaftsrat in Den Haag. 1918 empfing er den Deutschen Kaiser Wilhelm II. bei dessen Grenzübertritt in die Niederlande, wo dieser sein Exil verbrachte. 1919 wurde Morath Generalkonsul in Stockholm, ging aber im selben Jahr ins Auswärtige Amt, wo er als Generalkonsul zur Disposition und kommissarischer Leiter der Kulturabteilung tätig war. 1922 wurde er Leiter des Abrüstungsreferats und 1923 zum Vortragenden Legationsrat befördert. 1924 wurde er Gesandter der Reichsregierung im Verkehr mit der Interalliierten Militär-Kontrollkommission. Dann übernahm er bis 1925 kommissarisch die Leitung der Gesandtschaft in Reval. Von 1926 bis 1933 war er Gesandter 2. Klasse im litauischen Kowno, dann bis 1938 in Montevideo zusätzlich bevollmächtigter Minister des Deutschen Reiches. 1938 ging er in die Handelspolitische Abteilung und wurde Vortragender Legationsrat im Auswärtigen Amt. Im Zweiten Weltkrieg war er Sondergesandter auf dem Balkan und trat im November 1944 aus dem Dienst.
Er war Mitglied des Archäologischen Instituts sowie der Deutschen Gesellschaft für Völkerrecht. Er veröffentlichte einige Gedichtbände. 1927 hielt er auf dem Wartburgfest in Eisenach die Festrede.
Wahrscheinlich wurde er im Juni 1945 in Berlin durch sowjetische Truppen verhaftet und ins Speziallager Sachsenhausen gebracht. Er wurde zu 10 Jahren Zwangsarbeit verurteilt und starb im Straflager Inta. 2001 wurde er rehabilitiert.

## Ehrungen
- Im Ersten Weltkrieg erhielt er das Eiserne Kreuz II. Klasse.

## Veröffentlichungen
- Gen Ithaka. Aachen 1916
- Vier Brüder und der Tod. Berlin 1925
- Im Ring der Stunden. Leipzig 1926